# Sömmersdorf
Sömmersdorf ist ein Gemeindeteil der Gemeinde Euerbach im Landkreis Schweinfurt (Unterfranken, Bayern). Sömmersdorf ist weithin durch die Fränkischen Passionsspiele bekannt.

## Geografische Lage
Das Kirchdorf liegt im äußersten Westen des Euerbacher Gemeindegebietes am Sömmerdorfer Bach. Nördlich befindet sich Obbach, das ebenfalls zu Euerbach gehört. Der Osten wird von Euerbach selbst eingenommen, das mit Sömmersdorf über die Bundesstraße 303 verbunden ist. In einiger Entfernung verläuft östlich die Bundesautobahn 71, im Westen die Bundesautobahn 7. Im Süden beginnt die Gemeinde Werneck mit dem Gemeindeteil Egenhausen. Südwestlich liegt Wasserlosen-Brebersdorf, westlich Rütschenhausen, das ebenfalls zu Wasserlosen gehört. 
Nordwestlich des Dorfes befindet sich mit dem Birnbaum am Binsenrasen ein Naturdenkmal. Der Baum hat wegen seines Alters und der landschaftsprägenden Erscheinung diesen Schutzstatus erhalten.

## Geschichte
Lesefunde weisen auf eine lange Tradition des Ortes hin. Der Ortsname Sömmersdorf geht wohl auf einen Personennamen zurück. Wahrscheinlich saß dort ein Mann namens Sigimar, der dem Ort seinen Namen gab. Erstmals urkundlich erwähnt wurde das Dorf allerdings erst im Jahr 1303 als „Simersdorf“ zusammen mit Eßleben und Schwemmelsbach. Die Schreibweise des Ortsnamens war in den folgenden Jahrhunderten großen Veränderungen unterworfen. 1311 tauchte „Symersdorf“ in den Quellen auf, 1325 sprach man von „Senmersdorf“. Noch im Jahr 1580 wurde „Seumersdorf“ erwähnt.

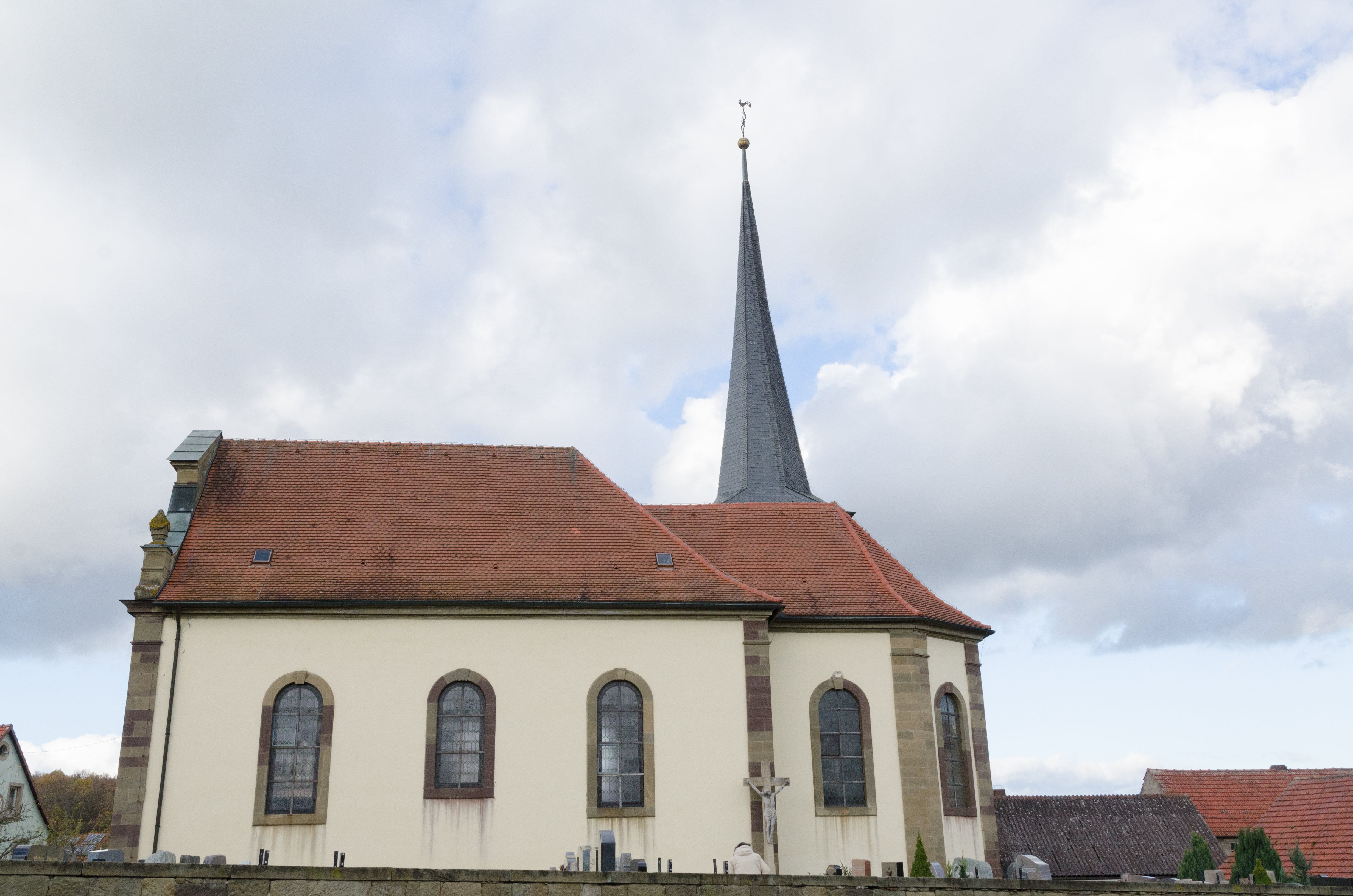
Die katholische Pfarrkirche

Der Ort war bereits seit frühester Zeit eng mit dem Hochstift Würzburg verbunden und Teil des Zentgerichtssprengels um Geldersheim. 1367 besaßen auch die Herren von Greusing zu Urbach im Ort einige Rechte. Die kirchliche Gemeinde blieb lange Zeit den größeren Orten der Umgebung als Filiale zugeordnet. So betreute 1311 der Geldersheimer Pfarrer die Gläubigen. Die Sömmersdorfer schlossen sich 1525 im Deutschen Bauernkrieg dem Haufen aus Aura an und plünderten die Adelssitze der Umgebung.
Die Reformation fiel auch in Sömmersdorf auf fruchtbaren Boden. Zunächst schloss man sich 1576 dem neuen Bekenntnis an und konnte erreichen, als Filiale dem lutherischen Egenhausen zugeteilt zu werden. Durch die von Bischof Julius Echter von Mespelbrunn vorangetriebene Gegenreformation gelang es, den Ort wieder katholisch zu machen. Zu Beginn des 17. Jahrhunderts vernichtete der Dreißigjährige Krieg weite Teile des Ortes, das meiste Vieh wurde geraubt.
Nachdem Sömmersdorf 1717 kirchlich der Pfarrei Brebersdorf zugeordnet worden war, endete in den ersten Jahren des 19. Jahrhunderts die Oberherrschaft des Hochstifts Würzburg. Das geistliche Territorium wurde durch die Säkularisation aufgelöst und Sömmersdorf wurde bayerische Ruralgemeinde. Nach einer Zwischenzeit im Großherzogtum Würzburg gelangte das Schweinfurter Umland 1814 endgültig zu Bayern. Erst 1978 verlor das Dorf mit der Eingemeindung nach Euerbach seine jahrhundertelange Unabhängigkeit.

## Kultur und Sehenswürdigkeiten

### Baudenkmäler
Den Mittelpunkt des Ortes bildet die auf einem Berg errichtete, römisch-katholische Pfarrkirche St. Johannes der Täufer. Der Turm entstand zur Zeit der Gegenreformation als sogenannter Julius-Echter-Turm mit einem typischen Spitzhelm, während das Langhaus erst in den Jahren 1795/1796 angebaut wurde. In ihrem Inneren besitzt die Kirche mehrere Figuren des 16. Jahrhunderts. Besonders bemerkenswert ist der Hochaltar. Er gelangte im Jahr 1807 aus der Seminarkirche St. Michael in Würzburg hierher.
Als typisch katholische Gemeinde in Franken prägen auch in Sömmersdorf viele Bildstöcke und Kleindenkmäler die Fluren um den Ort. Sie entstanden zumeist aus privater Frömmigkeit. Im Dorf haben sich aber auch zwei Martern erhalten, die auf die Rekatholisierungsmaßnahmen von Bischof Julius zurückzuführen sind. Beide entstammen dem späten 16. Jahrhundert und wurden als Monolithe geschaffen.

### Passionsspiele

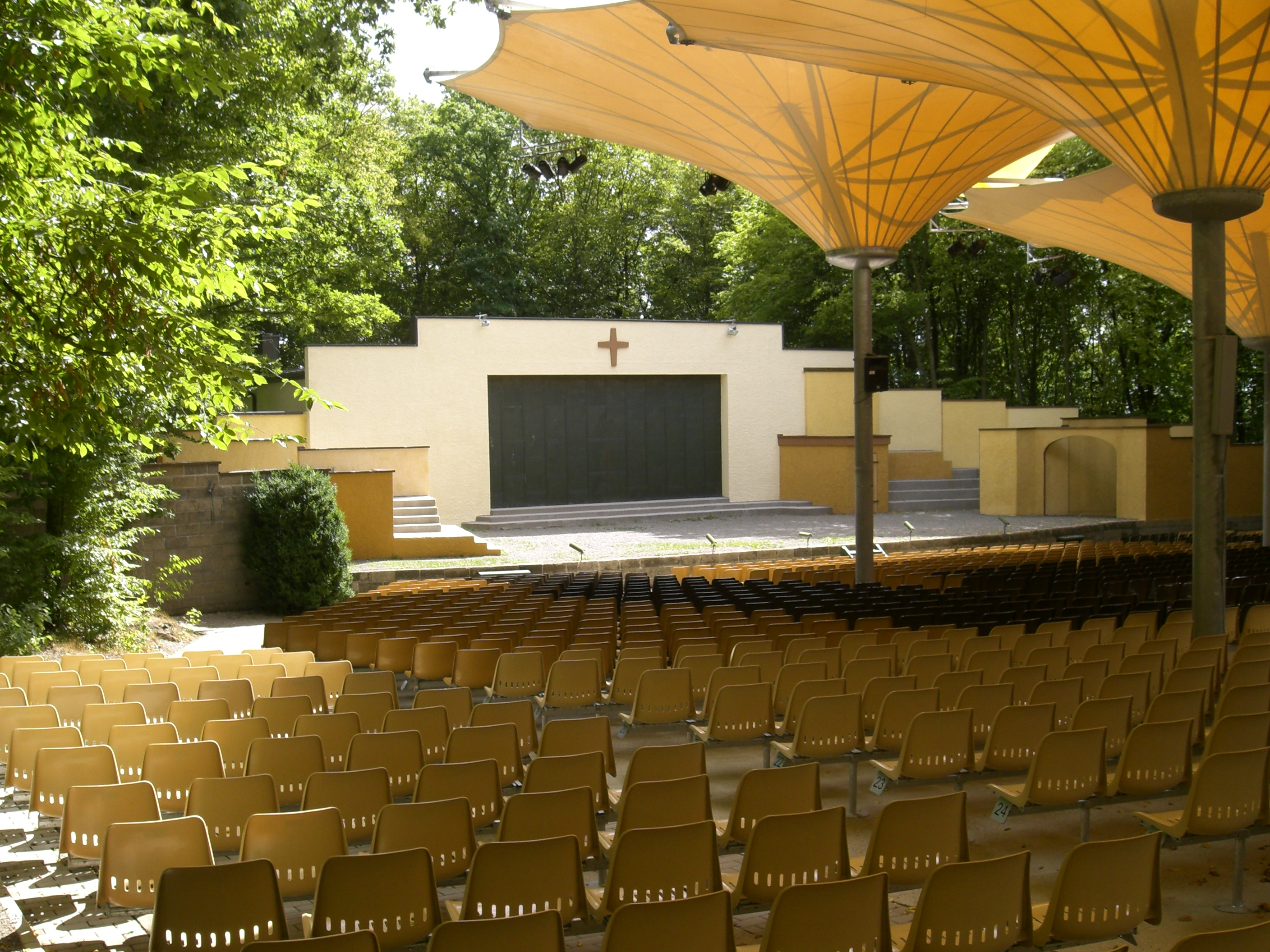
Bühne der Passionsspiele Sömmersdorf

In Sömmersdorf gibt es seit dem Jahr 1933 das älteste Passionsspiel in Franken. Bis ins Jahr 2008 besuchten fast 250.000 Zuschauer die sommerlichen Spiele. Alle fünf Jahre findet das Laienschauspiel durch die Bewohner des Dorfes statt. Es entstand auf Initiative des Sömmersdorfer Schulleiters Guido Halbig. Heute wird der Ort auch als „Fränkisches Erl“ bezeichnet.

### Bildstöcke

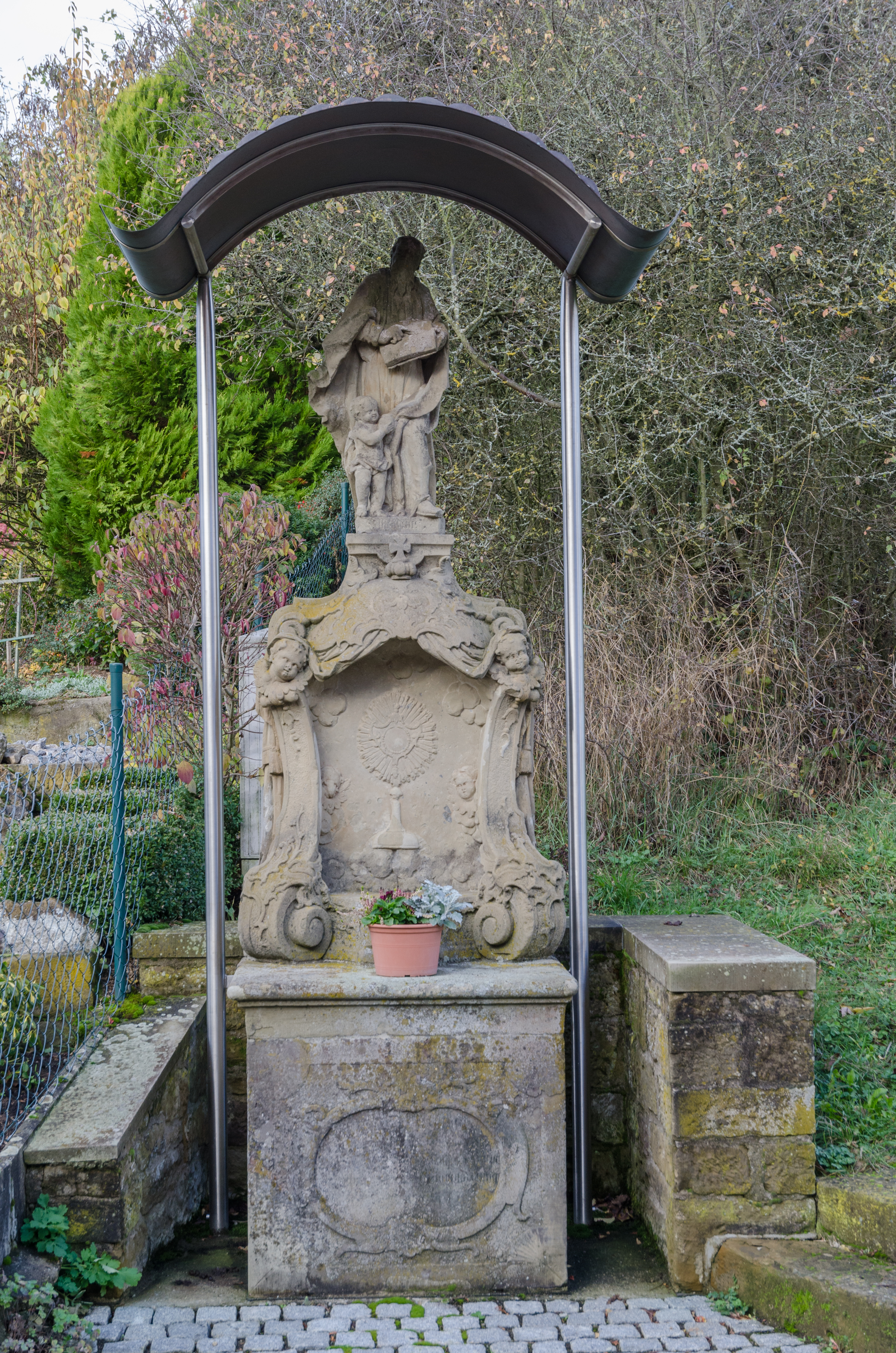
Prozessionsaltar Steingrube
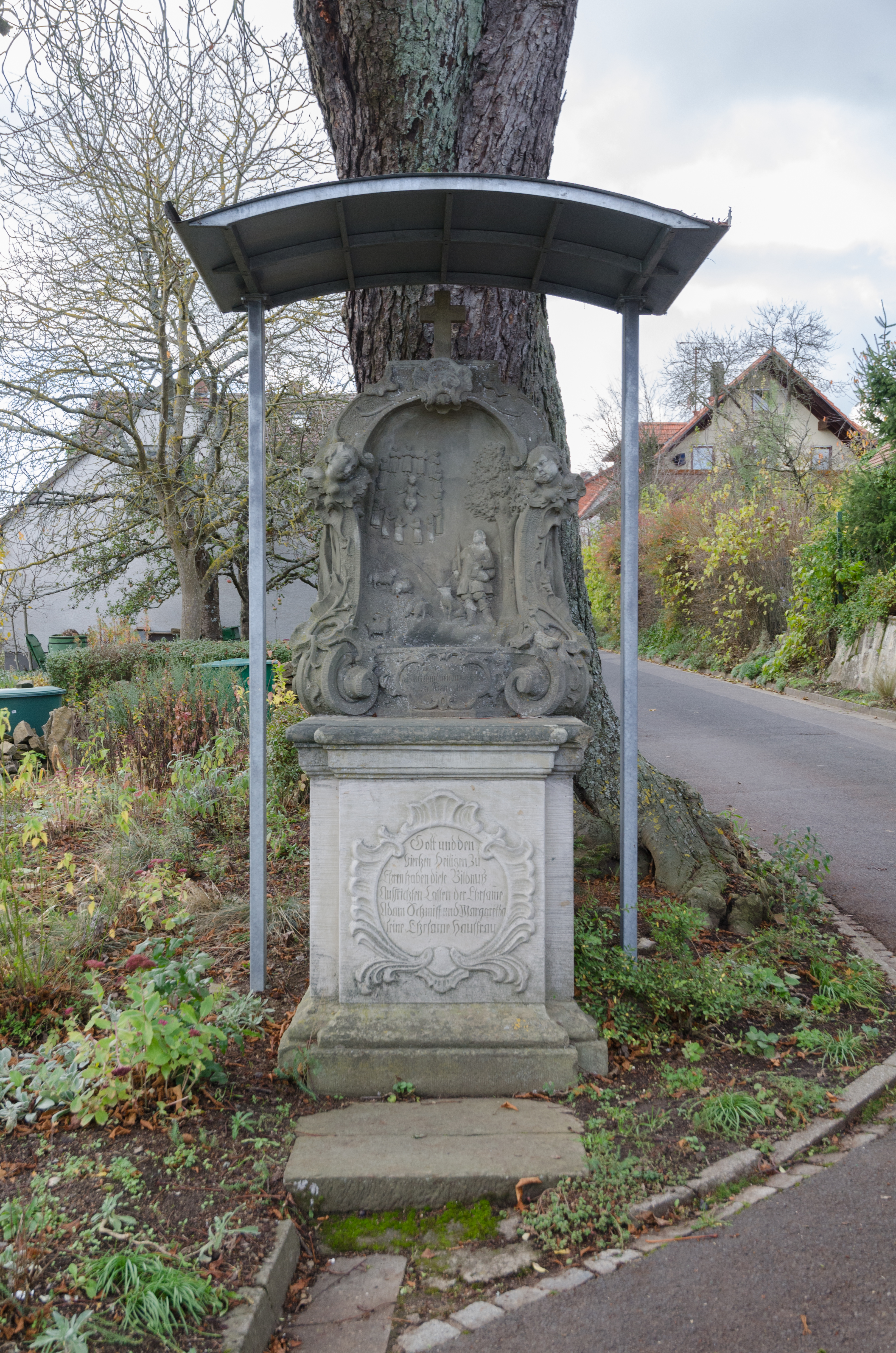
Prozessionsaltar Zinnstraße
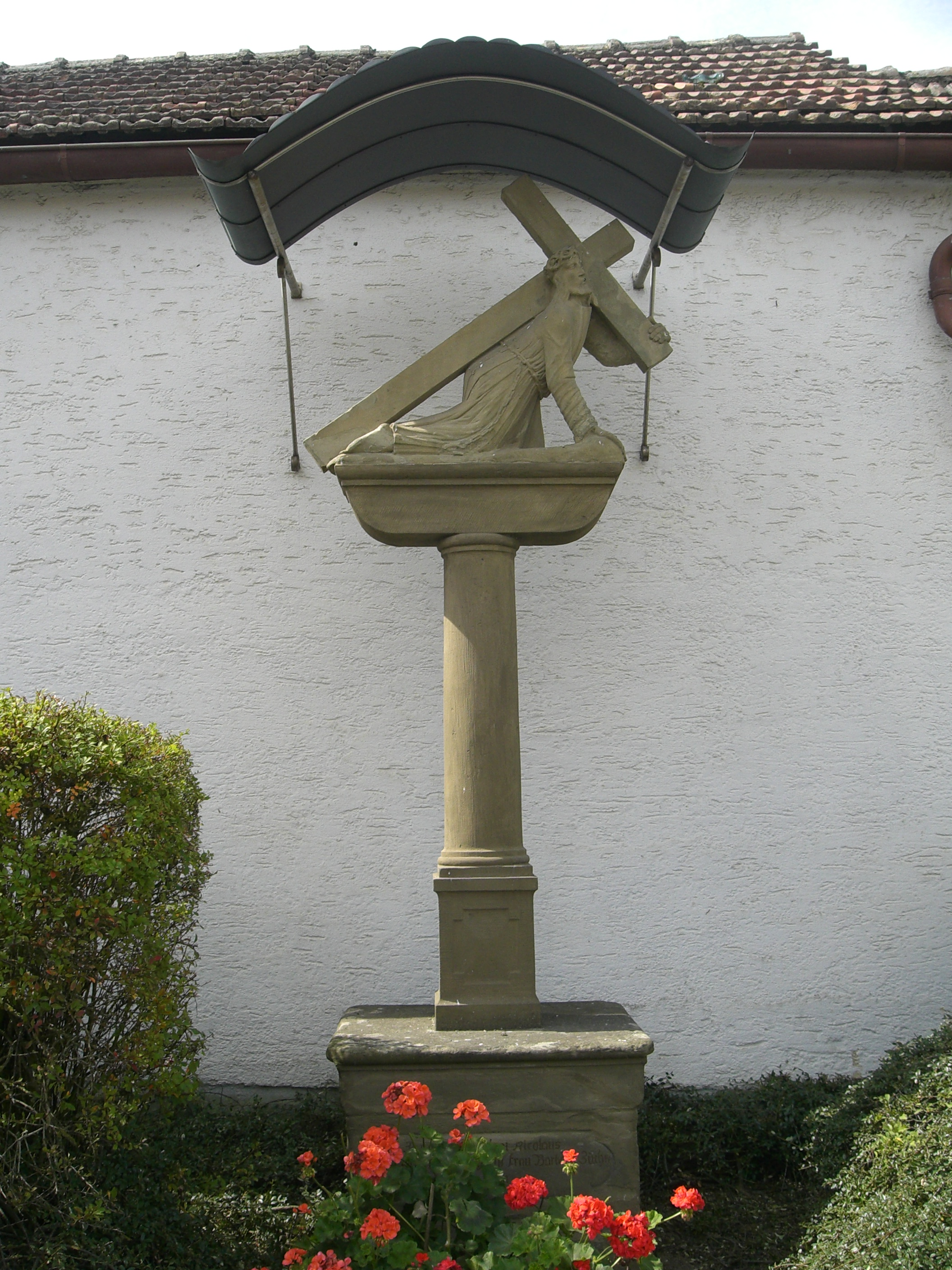
Kreuzschlepper Raiffeisenstraße
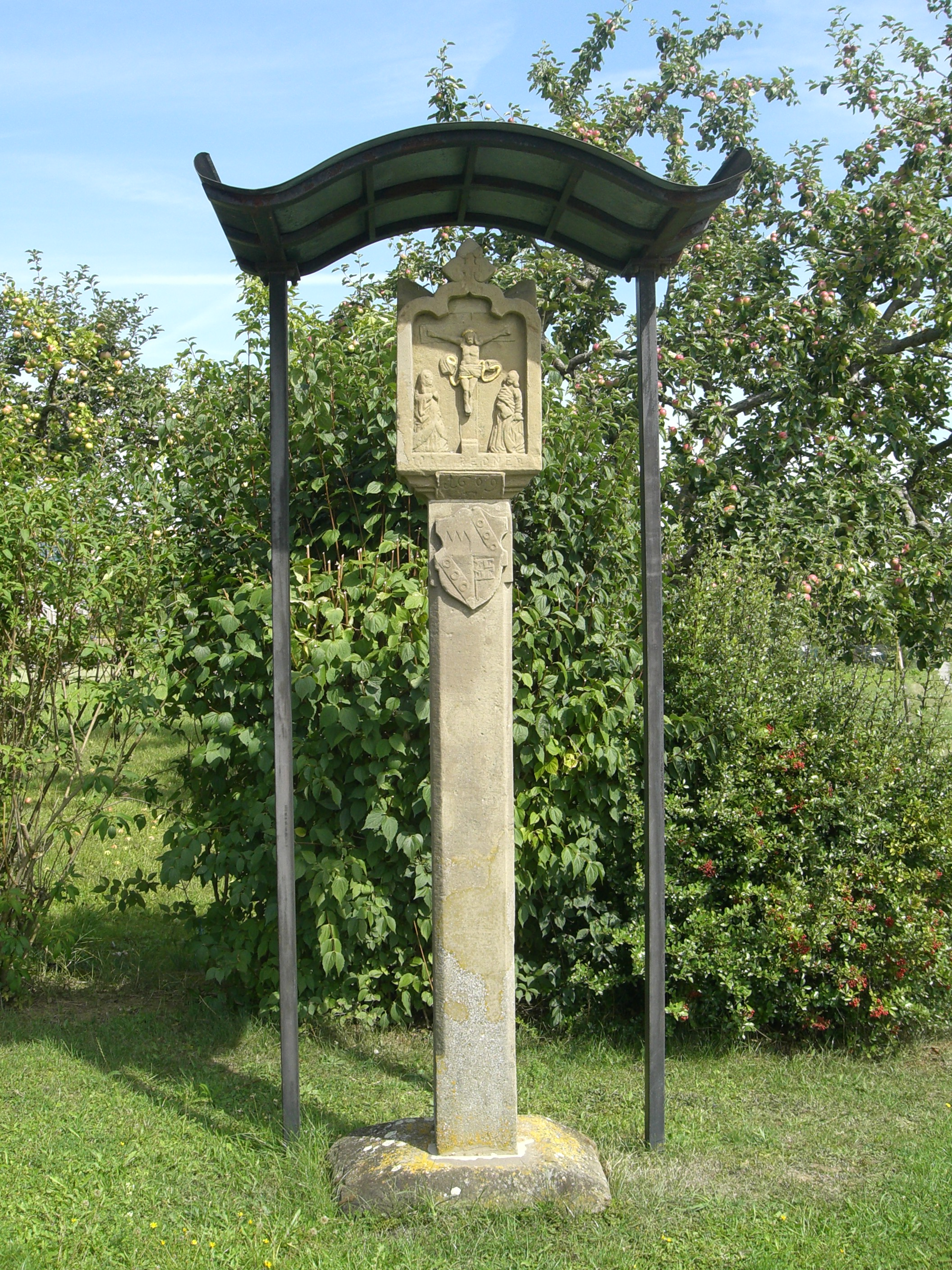
Bildstock Röderstück

## Persönlichkeiten
- Johann Georg Gosokorsky (* 18. Jahrhundert in Sömmersdorf), Bildhauer im Stil des Rokoko